# Анселд, Уэс (младший)
Уэсли Сиссел Анселд младший (англ. Wesley Sissel Unseld Jr., род. 20 сентября 1975, Кейтонсвилл, Мэриленд) — американский баскетбольный тренер, с 2024 года является помощником главного тренером команды НБА «Чикаго Буллз». Его отец, Уэс Анселд, член Зала славы баскетбола, который также был игроком и тренером в «Вашингтоне». 

## Ранние годы
Анселд родился 20 сентября 1975 года и вырос в Кейтонсвилле, штат Мэриленд. В юном возрасте он сильно привязался к баскетболу; его отец - член Зала баскетбольной славы Уэс Анселд. С пяти лет он был в раздевалке с отцом перед играми, а после уезжал с ним домой. Став взрослым, он рассказывал про «прекрасную семейную атмосферу в раздевалке».

## Карьера в НБА

### «Вашингтон Уизардс»
Анселд сразу после колледжа перешёл в НБА, начав в качестве скаута в «Вашингтон Уизардс», работая на своего отца, который был генеральным менеджером. После восьми лет работы с персоналом и передовой разведкой, его повысили до помощника тренера. Анселд получил признание за создание плана нападения Вашингтона, который привёл к трем последовательным сезонам в десятке лучших команд. Он также работал скаутом и помощником тренера в «Вашингтон Мистикс» из ЖНБА.

### «Голден Стэйт Уорриорз»
В 2011 году Анселд покинул «Вашингтон Уизардс» и присоединился к «Голден Стэйт Уорриорз».

### «Орландо Мэджик»
В 2012 году после одного сезона в «Уорриорз» Анселд перешёл в «Орландо Мэджик» в качестве помощника тренера. В феврале 2015 года в сезоне 2014/15 после результата 15–37 Анселд был уволен вместе с тренером Жаком Воном.

### «Денвер Наггетс»
В 2015 году его давний друг Тим Коннелли стал генеральным менеджером клуба «Денвер Наггетс» и предложил Анселду работу помощником тренера. В 2016 году он стал ведущим помощником тренера. Его особое задание состояло в том, чтобы управлять обороной, которая была плохой; «Наггетс» поднялся с 28-го места в защите в сезоне 2017/18 на 10-е место в сезоне 2018/19. Ему приписывают развитие Николы Йокича, Джамала Мюррея и Майкла Портера-младшего. В 2019 году он прошел собеседование на вакантную должность главного тренера «Кливленд Кавальерс», но не получил её. С 2018 по 2021 год «Денвер» входил в шестерку лучших по эффективности защиты.

### Возвращение в «Вашингтон Уизардс»
17 июля 2021 года Анселд подписал 4-летний контракт с клубом «Вашингтон Уизардс». 25 января 2024 года Анселд-младший был освобожден от обязанностей тренера и переведен на должность фронт-офиса.

### «Чикаго Буллз»
13 июля 2024 года Анселд был нанят в качестве помощника главного тренера команды «Чикаго Буллз».

## Результат в качестве тренера
| Команда           | Сезон      | G   | W  | L   | W–L% | Итог                          | PG | PW | PL | Результат     |
| ----------------- | ---------- | --- | -- | --- | ---- | ----------------------------- | -- | -- | -- | ------------- |
| Вашингтон Уизардс | 2021/22    | 82  | 35 | 47  | .432 | 4-е в Юго-Восточном дивизионе | —  | —  | —  | не участвовал |
| Вашингтон Уизардс | 2022/23    | 82  | 35 | 47  | .432 | 3-е в Юго-Восточном дивизионе | —  | —  | —  | не участвовал |
| Вашингтон Уизардс | 2023/24    | 43  | 7  | 36  | .163 | уволен                        | —  | —  | —  | —             |
| За карьеру        | За карьеру | 207 | 77 | 130 | .372 | —                             | —  | —  | —  | —             |